# Karanganyar (Darma)
Karanganyar is een bestuurslaag in het regentschap Kuningan van de provincie West-Java, Indonesië. Karanganyar telt 2388 inwoners (volkstelling 2010).